# Cratere Ricco
Ricco è un cratere lunare di 65,83 km situato nella parte nord-occidentale della faccia nascosta della Luna.